# King Hu
Pour les articles homonymes, voir Hu.
King Hu (chinois simplifié : 胡金铨 ; chinois traditionnel : 胡金銓 ; pinyin : Hú Jīnquán) (29 avril 1931 à Pékin - 14 janvier 1997 à Taipei) est un réalisateur et acteur chinois ayant travaillé à Hong Kong et Taïwan.  Ses films  de sabre — ou wu xia pian — ont apporté un nouveau niveau technique et artistique au cinéma chinois,  dont il est considéré comme un des plus importants réalisateurs.

## Biographie
Né le 29 avril 1931 à Pékin, King Hu s’intéresse dès son plus jeune âge à l’art, et en particulier à la calligraphie. Il fait d’ailleurs ses études à l'Institut national des beaux-arts de Pékin.
En 1949, il fuit le régime communiste et émigre à Hong Kong. Il se lie d'amitié avec Li Han-hsiang et rejoint l’industrie cinématographique pour occuper plusieurs postes, dont ceux de dessinateur et de décorateur.
En 1953, il est engagé comme acteur pour le tournage de Laughter and Tears (sorti en 1958), sur recommandation de Li, scénariste du film, puis sur Golden Phenix (sorti en 1955), qui lance sa carrière. Il tourne ensuite d'autres films en mandarin tout en travaillant pour la radio. Ces opportunités sont liées à sa capacité à parler le mandarin, sa langue natale, dans un environnement cantonophone.
En 1958, il est engagé par la Shaw Brothers en tant qu'acteur sous contrat. Il remporte un succès pour son rôle dans le film The Kingdom and the Beauty, qui lui vaut le prix du meilleur second rôle à l'Asia-Pacific Film Festival en 1959.
Sous la supervision de Li, Hu commence à tourner en 1962 The Story of Sue San, un film d'opéra, mais le projet est suspendu à cause de la grossesse de l'actrice principale Betty Loh Ti puis du départ de l'acteur principal pour un autre studio. Il participe ensuite en tant que co-scénariste et assistant de Li Han-hsiang au film The Love Eterne (avril 1963), qui est un énorme succès. Après le départ de Li de la Shaw fin 1963, Hu est autorisé à reprendre le tournage de The Story of Sue San qui sort en octobre 1964 et s'avère rentable. Il tourne finalement ce qu'il considère comme son premier film personnel, Sons of Good Earth (1965), qui souffre de problèmes de distribution dans certains pays et n'obtient pas le succès escompté.
En 1966, il réalise un film qui marque l'histoire du cinéma hongkongais : L'Hirondelle d'or (Come Drink with me). Ce film renouvelle le wu xia pian par ses qualités plastiques, sa mise en scène, ses chorégraphies. Il permet de découvrir une actrice majeure de Hong Kong : Cheng Pei-pei.
Malgré le triomphe du film en Asie, King Hu quitte la Shaw Brothers qui est agacée par le perfectionnisme et la lenteur de Hu. Dans la lignée de Li Han-hsiang, il s'installe à Taïwan où il réalise ses chefs-d'œuvre. Entré à la compagnie Union Film, il réalise en 1967 Dragon Gate Inn qui est aussi un succès.
Le film A Touch of Zen, sorti en 1971, lui apporte la reconnaissance internationale en remportant le prix de la commission technique au Festival de Cannes en 1975.
Les recherches esthétiques de King Hu se poursuivent avec les films : L'Auberge du printemps (The Fate of Lee Khan, 1973), Raining in the Mountain (1979) et Legend of the Mountain (1979).
Après All the King's Men en 1983, la carrière de King Hu devient chaotique. Il doit laisser sa place de réalisateur sur Swordsman qui sera terminé par Tsui Hark, Ann Hui et Ching Siu-tung. Il termine sa carrière de réalisateur avec Painted Skin en 1992.
King Hu a pour projet de réaliser un film sur l'histoire des immigrants chinois qui ont construit le chemin de fer aux États-Unis, mais ce projet échoue.
Il meurt le 14 janvier 1997 à Taipei.

## Hommage
Une rétrospective intégrale lui est consacrée à la Cinémathèque française en 2012.
L'astéroïde (600867) Kinghu est nommé en son honneur.

## Filmographie

### Réalisateur
- 1963 : The Love Eterne (梁山伯與祝英台) (assistant réalisateur)
- 1964 : The Story of Sue San (玉堂春)
- 1965 : Sons of Good Earth (大地兒女)
- 1966 : L'Hirondelle d'or (大醉侠, Come Drink With Me)
- 1967 : Dragon Inn (龍門客棧)
- 1970 : Four Moods (喜怒哀樂)
- 1970 : A Touch of Zen (俠女, Hsia Nu)
- 1974 : L'Auberge du printemps (迎春閣之風波, The Fate of Lee Khan)
- 1975 : Pirates et Guerriers (忠烈圖, The Valiant Ones)
- 1979 : Raining in the Mountain (空山靈雨)
- 1979 : Legend of the Mountain (山中傳奇)
- 1981 : The Juvenizer (終身大事)
- 1983 : All the King's Men (天下第一)
- 1983 : The Wheel of Life (大輪迴)
- 1990 : Swordsman (笑傲江湖) (coréalisateur avec Tsui Hark, Ann Hui et Ching Siu-tung)
- 1992 : Painted Skin (畫皮之陰陽法王)

### Acteur
- 1953 : Laughter and Tears
- 1959 : Rear Entrance de Li Han-hsiang:  un défourmisateur
- 1963 : The Love Eterne de Li Han-hsiang
- 1964 : The Story of Sue San de lui-même
- 1964 : The Dancing Millionairess de Doe Ching : un colocataire du héros
- 1965 : Les Fils de la terre (Sons of Good Earth) de lui-même : le chef des terroristes